# Rosianne Cutajar
Rosianne Cutajar (née le 4 septembre 1988) est une femme politique maltaise du parti travailliste. Plus jeune femme maire élue de l'histoire du pays, elle intègre ensuite le parlement de Malte, avant d'en démissionner après plusieurs affaires de corruption.

## Biographie
Elle fréquente l'école primaire Qormi puis l'école pour filles Maria Assunta à Il-Ħamrun. Elle est ensuite élève du lycée Giovanni Curmi.
À l'université de Malte, elle obtient une licence puis un certificat d'études supérieures.
En 2012, elle est élue maire de Ħal Qormi, puis réélue quelques années plus tard. Au moment de la première élection, elle est la plus jeune femme maire de l'histoire du pays, ainsi que la première femme maire de cette ville.
En 2017, elle intègre la Chambre des représentants où elle représente le sixième district. Elle devient secrétaire des droits civiques et des réformes au sein du ministère de la justice, de l'égalité et de la gouvernance. Elle devient ensuite ministre junior de Robert Abela chargée des politiques d'égalité et de droits civiques du pays. Elle propose une réforme des lois sur l'égalité. Elle travaille également à une réforme sur la parité, à un plan national contre le racisme et la xénophobie, à la réforme du divorce, et finance la première organisation gouvernementale consacrée aux personnes LGBT ainsi que la candidature réussie du pays pour organiser l'Europride 2023. Elle travaille également sur la législation de l'avortement à Malte, la baisse de l'âge du suffrage universel à 16 ans, la question des violences conjugales et de la prostitution, et participe à la décision de la décriminalisation de l'usage personnel du cannabis.
En février 2021, elle est accusée de plusieurs affaires de corruption après la publication de 2200 de ses messages échangés avec Yorgen Fenech (en). Le 14 février 2021, le Times of Malta l'accuse d'avoir gardé 9 000€ sur 40 000€ qui lui auraient été versés par Fenech lors de la vente d'une propriété en 2019,. Fenech était accusé de complicité dans le meurtre de Daphne Caruana Galizia depuis le 30 novembre 2019. La justice reçoit en même temps une plainte affirmant qu'elle aurait refusé de payer une commission de 46 500€ sur une transaction. Le 21 février 2021, le Times of Malta affirme qu'elle aurait demandé de l'aide de Fenech pour une élection en 2019 ; le même article cite un message de Fenech affirmant qu'il lui aurait donné de l'argent directement. Ils auraient enfin eu une relation intime alors même que Cutajar s'exprimait publiquement contre une mention de l'entreprise de Fenech au cours du procès Galizia et contre des enquêtes pour corruption menées contre Fenech. L'entreprise, 17 Black, donne d'après les Panama Papers 2 millions de dollars à l'ancien ministre Konrad Mizzi et à l'ancien chef du gouvernement Keith Schembri.
En février 2021, elle quitte son poste en raison de ces affaires et en particulier à cause de cette relation avec Yorgen Fenech,. Le 4 avril 2023, le Times of Malta rapporte que Cutajar a également démissionné du groupe parlementaire travailliste.